# Marie-Madeleine de Vignerot

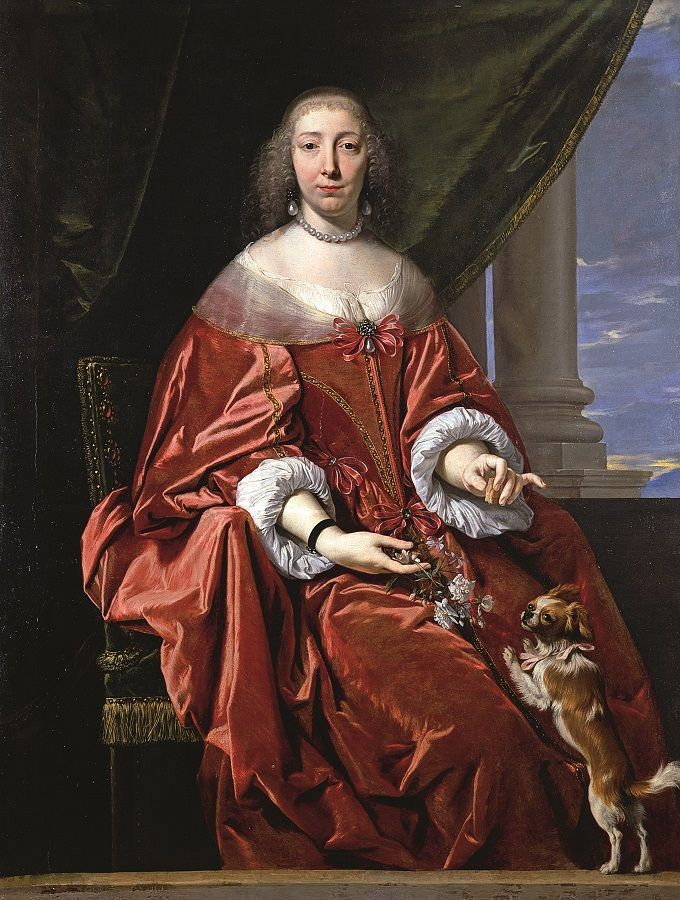
Marie Madeleine de Vignerot; Gemälde durch Philippe de Champaigne

Marie-Madeleine du Plessis-Vignerot, Herzogin von Aiguillon (geboren im Dezember 1604 in Glénay im Poitou; gestorben in Paris am 17. April 1675) war eine französische Adelige, Mäzenin und Nichte von Kardinal Richelieu.

## Leben
Ihr Vater war der Militär René de Vignerot de Pontcourlay (1561–1624), ein Gefolgsmann von François du Plessis de Richelieu. Er heiratete 1603 dessen Tochter Françoise du Plessis. Marie-Madeleine war 1604 das erste Kind aus dieser Verbindung, gefolgt um etwa 1609 von ihrem Bruder François, der zum General aufstieg. Sie wuchs in Glénay auf, bis 1615 ihre Mutter starb. Danach wurde sie von ihrer Großmutter Suzanne de La Porte erzogen, der Mutter Kardinal Richelieus.
1620 wurde die Sechzehnjährige mit einem Antoine de Beauvoir du Roure de Grimoard verheiratet, der 1622 bei der Belagerung von Montpellier ums Leben kam. Marie-Madeleine, die ihrem Mann sehr abgeneigt gewesen sein soll, war nach ihrer Verwitwung bereit, den Schwur als Karmeliterin abzulegen und nie mehr zu heiraten.
Kardinal Richelieu übertrug ihr zuvor allerdings die Führung seines Haushaltes, eine Aufgabe welcher Marie-Madeleine mit Hingabe nachgekommen sein soll. Zeitgenössische Lieder und Spottschriften bezeichneten sie als treueste Geliebte ihres Onkels, auch weil sie wenig Scheu vor Richelieu hatte und sie ihn etwa unverschleiert ansprechen durfte. In seinen Diensten hatte Marie-Madeleine gegen verschiedene Widerstände zu kämpfen: Maria von Medici verfolgte 1632 einen Plan, sie zu sich nach Flandern zu entführen, um so Druck auf Kardinal Richelieu auszuüben; dieser verlief im Sande. Auch soll Marie-Madeleine mehrfach Machenschaften Anna von Österreichs und deren Parteigängern auf Seiten der Habsburger und des Papstes vereitelt haben, während sie selbst für die Unabhängigkeit Frankreichs einstand.
Marie-Madeleine trat als Mäzenin für Kunst und Wissenschaft sowie als Wohltäterin in Erscheinung: So unterstützte sie die Pariser Mission und finanzierte die Gründung des Hôtel-Dieu de Québec, des ersten Krankenhauses in den französischen Kolonien Nordamerikas. Zuvor hatte sie auch die Reorganisation des Hôtel-Dieu in Paris mitorganisiert, sowie Krankenhäuser in der französischen Provinz gestiftet. Der von ihr geförderte Pierre Corneille widmete ihr 1636 Le Cid, sie förderte auch Marie Crous, eine frühe Vorkämpferin des Dezimalsystems. Balzac bezeichnete sie als „Prinzessin mit dem Safran-Teint“.
Richelieu scheiterte mehrfach mit Plänen, seine Nichte in andere Häuser des Hochadels einheiraten zu lassen, und kaufte ihr schließlich das Herzogtum Aiguillon in Südfrankreich, sodass Marie-Madeleine 1638 zur Herzogin erhoben wurde. Nach dem Tod Richelieus 1642 wurden ihr weitere Güter und Zuständigkeiten übertragen, so wurde sie etwa 1653 auf Lebenszeit zur Gouverneurin von Le Havre ernannt; sie dankte aber 1661 von diesem Posten ab. Nach ihrem Tod wurde das Herzogtum Aiguillon bis zur Revolution in ihrer Familie weitergereicht.